# Karin Steinbach Tarnutzer

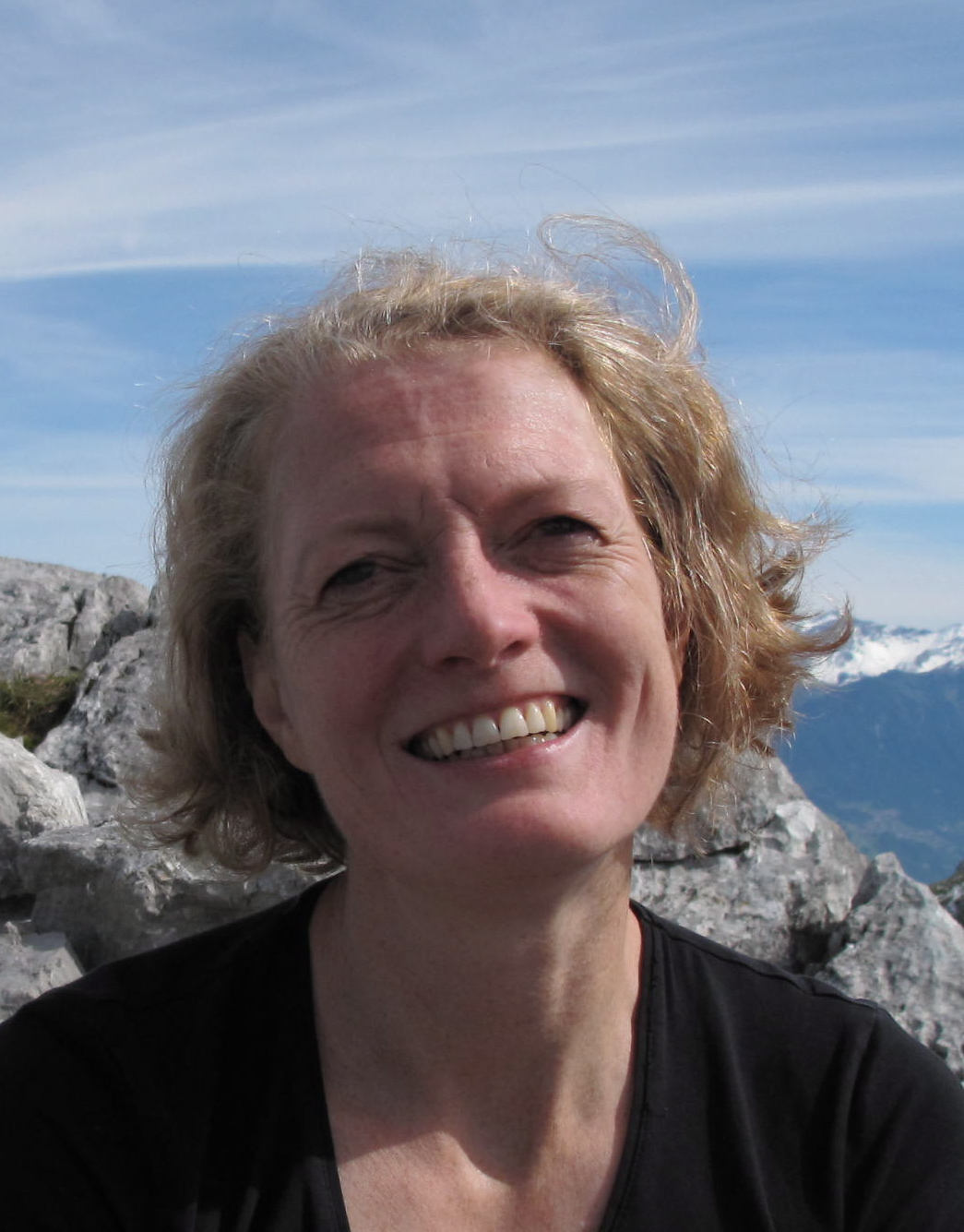
Karin Steinbach Tarnutzer

Karin Steinbach Tarnutzer (* 2. November 1966 in Würzburg) ist eine deutsch-schweizerische Buchautorin, Lektorin und Journalistin.

## Leben
Karin Steinbach Tarnutzer ist in Ismaning bei München aufgewachsen. Nach dem Abitur 1985 folgte die Berufsausbildung zur Verlagskauffrau beim Bergverlag Rudolf Rother. 1988 bis 1993 studierte Steinbach Neuere Deutsche Literaturwissenschaft mit den Nebenfächern Kommunikationswissenschaft/Zeitungswissenschaft sowie Markt- und Werbepsychologie an der Ludwig-Maximilians-Universität München. Von 1993 bis 1995 war sie Schlussredakteurin beim Magazin der Süddeutschen Zeitung. Im Anschluss war sie zwischen 1995 und 2001 Lektorin und Lektoratsleiterin im BLV Verlag München für Sport und Alpinismus. Danach war sie 2001 bis 2006 Lektorin im AS Verlag Zürich für Alpinismus und Tourismus. Seit 2006 ist Karin Steinbach Tarnutzer in St. Gallen freiberuflich als Journalistin, Buchautorin und Lektorin tätig.
Seit 2001 wohnt sie in der Schweiz und besitzt seit 2008 neben der deutschen auch die Schweizer Staatsbürgerschaft. Karin Steinbach Tarnutzer ist seit früher Jugend begeisterte Alpinistin und war Fachübungsleiterin für Hochtouren im Deutschen Alpenverein und Leiterin von Sektionstouren.

## Publikationen

### Autorisierte Biografien
- mit Ines Papert: In Fels und Eis. Wie ich auf steilen Routen meinen Weg fand. Malik Verlag, München 2012, ISBN 978-3-492-40436-5.
- mit Peter Schmid: Norbert Joos. Auf die höchsten Berge der Welt. AS Verlag, Zürich 2008, ISBN 978-3-909111-61-9.
- mit Gerlinde Kaltenbrunner: Ganz bei mir. Leidenschaft Achttausender. Malik National Geographic, München 2015, ISBN 978-3-492-40421-1.
- mit Peter Habeler: Das Ziel ist der Gipfel. Tyrolia Verlag, Innsbruck 2022, ISBN 978-3-7022-4059-2.
- mit Billi Bierling: Ich hab ein Rad in Kathmandu. Mein Leben mit den Achttausendern. Tyrolia Verlag, Innsbruck 2023, ISBN 978-3-7022-4103-2.

### Sachbücher
- Ueli Steck, Karin Steinbach: Speed. Die drei grossen Nordwände der Alpen in Rekordzeit. Malik National Geographic, München 2010, ISBN 978-3-492-40378-8.
- Ueli Steck, Karin Steinbach: 8000+. Aufbruch in die Todeszone. Malik Verlag, München 2012, ISBN 978-3-89029-407-0.
- Caroline Fink, Karin Steinbach: Erste am Seil. Pionierinnen in Fels und Eis. Tyrolia Verlag, Innsbruck 2013, ISBN 978-3-7022-3252-8.
- Ueli Steck, Karin Steinbach: Der nächste Schritt. Nach jedem Berg bin ich ein anderer. Malik Verlag, München/Berlin 2016, ISBN 978-3-89029-406-3.
- Karin Steinbach Tarnutzer: Schauplatz Alpen. Reportagen aus den Schweizer Bergen – mit 45 Wanderungen. AT Verlag, Aarau 2024, ISBN 978-3-03902-185-7.

### Herausgeberschaft
- Mammut – 150 Years, 150 Stories. AS Verlag, Zürich 2011, ISBN 978-3-909111-87-9.